# Norra Stadsfjärden
Norra Stadsfjärden (finska: Pohjoinen Kaupunginselkä) är en fjärd i Finland. Den ligger i Vasa i landskapet Österbotten, i den västra delen av landet, 400 km nordväst om huvudstaden Helsingfors.
Norra Stadsfjärden ligger mellan Vasklot i väster och stadskärnan i öster. I öster ansluter den till Metviken och i norr till Kråkfjärden vid Smulterö. I söder avgränsas den av vägbankar för både väg och järnväg till Vasklot, men det finns en liten och grund passage öster om Sandö till den betydligt större Södra Stadsfjärden.